# 拉昂的贝特拉达
拉昂的贝特拉达（法語：Bertrade de Laon，—783年7月12日），法兰克王后，矮子丕平之妻，育有查理曼、卡洛曼、吉斯拉以及五名子女。贝特拉达生于拉昂，父亲为拉昂伯爵，公元741年与矮子丕平成婚。死后葬于圣但尼圣殿。